# Anschläge auf zwei Flugzeuge in Russland am 24. August 2004
In der Nacht des 24. August 2004 wurden an Bord von zwei Inlandsflügen, die vom internationalen Flughafen Domodedowo in Moskau, Russland, gestartet waren, Sprengsätze gezündet, die beide Flugzeuge zerstörten und alle 90 Menschen an Bord in den Tod rissen.
Nachfolgende Untersuchungen ergaben, dass zwei tschetschenische Selbstmordattentäterinnen ("Smertnizy") für die Anschläge verantwortlich waren, zu denen sich später auch der Anführer der tschetschenischen Aufständischen bekannte.
Hinweis: Alle unten angegebenen Zeiten sind Ortszeiten, UTC+4. Alle Ereignisse fanden in der gleichen Zeitzone statt.

## Wolga-Awiaexpress-Flug 1353
Das erste abgestürzte Flugzeug war Wolga-Awiaexpress-Flug 1353, eine Tu-134 mit der Registrierungsnummer RA-65080, die seit 1977 in Betrieb war. Die Maschine war auf dem Flug von Moskau nach Wolgograd. Es verließ den internationalen Flughafen Domodedowo am 24. August 2004 um 22:30 Uhr. Die Kommunikation mit dem Flugzeug brach um 22:56 Uhr ab, als es über der Oblast Tula, 180 km südöstlich von Moskau, flog. Die Überreste des Flugzeugs wurden einige Stunden später am Boden gefunden. An Bord des Flugzeugs befanden sich 35 Passagiere und 9 Besatzungsmitglieder. Alle kamen bei dem Absturz ums Leben. Die Flugschreiber wurden an der Absturzstelle geborgen. Der Flugdatenschreiber zeigte an, dass sich das Flugzeug in einer Höhe von 8100 Metern in einem ruhigen Flug befand, bevor er eine Art hochenergetisches Ereignis anzeigte, das wahrscheinlich in der Nähe der rechten Seite des Flugzeugs bei Sitzreihe 19 seinen Ursprung hatte. Beide Rekorder stoppten die Aufzeichnung innerhalb von 2–3 Sekunden nach diesem Ereignis. Danach trennte sich der Rumpf an dieser Stelle ab.

## Siberia-Airlines-Flug 1047
Nur wenige Minuten nach dem ersten Absturz verschwand der Flug 1047 der Siberia Airlines, der am 24. August 2004 um 21.35 Uhr vom internationalen Flughafen Domodedowo gestartet war, von den Radarschirmen und stürzte ab. Die Tu-154 mit der Registrierungsnummer RA-85556, die seit 1982 in Betrieb war, befand sich auf dem Flug von Moskau nach Sotschi. Nach Angaben einer ungenannten Regierungsquelle der russischen Nachrichtenagentur Interfax hatte das Flugzeug um 22:59 Uhr über dem Gebiet Rostow eine Entführungswarnung gesendet. Später wurde jedoch festgestellt, dass es sich dabei um den Notrufsender (ELT) des Flugzeugs handelte und die Besatzung des Fluges 1047 vor dem Verschwinden des Flugzeugs vom Radar keine Gefahr wahrgenommen hatte. Das Flugzeug verschwand kurz darauf von den Radarschirmen und stürzte ab. An Bord des Flugzeugs befanden sich 38 Passagiere und 8 Besatzungsmitglieder, und nach dem Absturz gab es keine Überlebenden. Die Trümmer des Flugzeugs wurden am Morgen des 25. August 2004 9 km von der Arbeitersiedlung Gluboki im Bezirk Kamenski in der Oblast Rostow entfernt gefunden. Auch in diesem Fall wurden die Flugschreiber geborgen; der Flugdatenschreiber und die Wrackanalyse deuten darauf hin, dass eine fast identische Hochenergieexplosion wie bei Flug 1353 in der Nähe der rechten Seite des Flugzeugs in Sitzreihe 25 stattgefunden hat, während das Flugzeug in einer Höhe von 12100 Metern unterwegs war. Die Explosion führte zu einer raschen Dekompression der Kabine, zu Schäden an den Höhen- und Seitenrudersteuerungen, zu einem erheblichen Stromausfall und zu schweren Schäden an den Rumpf- und Leitwerksteilen. Der ELT wurde eine halbe Sekunde nach dem Ereignis ausgelöst, entweder durch ein Besatzungsmitglied oder automatisch. Der Datenschreiber setzte kurz nach der Explosion aus, aber der Cockpit-Voice-Recorder zeichnete bis zum Aufprall auf den Boden weiter auf, wobei sich die meisten Gespräche der Besatzung um den Verlust des Kabinendrucks und der elektrischen Systeme drehten. Die Besatzung wurde von dem Ereignis völlig unvorbereitet getroffen, und es gibt keine Hinweise darauf, dass die Besatzung von der Detonation eines Sprengkörpers an Bord wusste.

## Verantwortliche
Die beiden fast zeitgleichen Abstürze lösten Spekulationen über Terrorismus aus. Präsident Wladimir Putin wies den Föderalen Sicherheitsdienst (FSB) umgehend an, die Abstürze zu untersuchen. Am 28. August 2004 hatte der FSB in den Überresten der beiden Flugzeuge Spuren des Sprengstoffs RDX gefunden. Die Nachrichtenagentur Itar-Tass meldete am 30. August 2004: "Der FSB erklärte, es bestehe kein Zweifel, dass 'beide Flugzeuge durch einen terroristischen Anschlag in die Luft gesprengt wurden'". Eine wenig bekannte Gruppe namens Islambouli-Brigaden – benannt nach Chalid Islambuli –  bekannte sich dazu; der Wahrheitsgehalt dieser Behauptungen bleibt ungewiss. Die Islambouli-Brigaden haben auch behauptet, dass fünf ihrer Mitglieder in jedem Flugzeug waren; Experten sind skeptisch, ob so viele Terroristen an Bord sein konnten (und mussten).
Die anschließenden Ermittlungen ergaben, dass die Bomben von zwei tschetschenischen Selbstmordattentäterinnen gezündet wurden, den in Grosny lebenden Satsita Dschebirchanowa (Siberia-Airlines-Flug 1047) und Amanta Nagajewa (Wolga-Awiaexpress-Flug 1353). Nagajewas Bruder war drei Jahre zuvor verschwunden, und die Familie glaubte, dass er von russischen Streitkräften entführt worden war. Der tschetschenische Feldkommandeur Schamil Bassajew übernahm in einem offenen Brief, der am 17. September 2004 auf den Websites der tschetschenischen Separatisten veröffentlicht wurde, die Verantwortung für die Bombenanschläge. Er behauptete, die Flugzeugbomben hätten ihn insgesamt 4.000 US-Dollar gekostet. Er hat auch die Behauptungen der Islambouli-Brigade bestritten.
Die Bombenanschläge folgten auf den Bombenanschlag auf die Moskauer Metro, bei dem im Februar 2004 41 Menschen ums Leben kamen, und kurz darauf auf weitere tödliche Anschläge in Russland: Am 31. August 2004 tötete eine Bombe in einer Moskauer U-Bahn-Station zehn Menschen, und am 1. September 2004 begann die Geiselnahme von Beslan, bei der über 335 Menschen, darunter viele Kinder, ums Leben kamen.

## Verhaftungen und Gerichtsverfahren
Am 24. August 2004 wurden die Bombenleger auf dem Flughafen von Polizeikapitän Michail Artamonow angehalten, um nach Waffen und Ausweispapieren durchsucht zu werden. Sie wurden von zwei männlichen Tschetschenen begleitet. Die vier kamen mit einem Flug aus Machatschkala in Moskau an. Der Staatsanwaltschaft zufolge durchsuchte Artamonow sie nicht und wurde daraufhin wegen krimineller Fahrlässigkeit angeklagt. Am 30. Juni 2005 wurde er wegen Fahrlässigkeit zu einer Freiheitsstrafe von sieben Jahren verurteilt. Gegen das Urteil wurde Berufung eingelegt, woraufhin das Gericht die Strafe auf sechs Jahre herabsetzte.
Nach Angaben der Ermittler wurde der Ticketverkäufer Armen Aratyunyan mit rund 140 Euro bestochen, damit er den beiden Frauen Tickets verkaufte, ohne sich ihre korrekten Ausweise zeigen zu lassen. Aratyunyan half Dschebirchanowa auch dabei, den Schalterbeamten Nikolai Korenkow mit 25 Euro zu bestechen, damit sie ohne die richtigen Ausweise an Bord gehen konnte. Am 15. April 2005 wurden Aratyunyan und Korenkow wegen Bestechung und Bestechlichkeit verurteilt. Sie wurden zu 1,5 Jahren Haft in einer Siedlungskolonie verurteilt.
21 Angehörige der verstorbenen Passagiere reichten eine Zivilklage gegen das für die Kontrolle der Passagiere zuständige Sicherheitsunternehmen ZAO East-Line Aviation Security ein. Sie forderten 3.000.000 Rubel (ca. 86.600 Euro) Schadensersatz pro Opfer. Der Prozess in diesem Fall begann am 22. Februar 2007 in Wolgograd. Das Sicherheitsunternehmen behauptete, es sei nicht schadensersatzpflichtig, wohl aber die Personen, die die Bombenanschläge organisiert hatten. Das mit dem Zivilverfahren befasste Gericht forderte die Staatsanwaltschaft auf, sich über den Stand der strafrechtlichen Ermittlungen zu informieren. Die Ermittlungen wurden am 26. September 2006 auf unbestimmte Zeit eingestellt. Nach Angaben des mit dem Fall betrauten Ermittlers wurden die Personen, die den Selbstmordattentätern am Flughafen geholfen hatten, in Tschetschenien getötet, die für die Planung der Bombenanschläge verantwortlichen Personen wurden nicht identifiziert (Schamil Bassajew, der die Verantwortung für die Organisation der Bombenanschläge übernommen hatte, wurde ebenfalls getötet), so dass die Ermittlungen aus Mangel an Verdächtigen eingestellt wurden. Der Zivilprozess war im Dezember 2009 immer noch bei Gericht anhängig. Auch die Angehörigen anderer Passagiere verklagten das russische Innenministerium, die Fluggesellschaft S7 und zwei Versicherungsgesellschaften, Ingosstrakh und OAO Afes, auf Schadenersatz. Am 21. Oktober 2007 befand das Gericht im letztgenannten Fall die Fluggesellschaft S7 für schadensersatzpflichtig und verurteilte sie zur Zahlung von 250.000 Rubel (ca. 7.000 Euro) an den Verwandten des betreffenden Opfers, was etwa 10 % der von den Klägern geforderten Summe entsprach. Die erste Berufung von S7 wurde vom Gericht am 27. Mai 2008 abgewiesen. Eine erneute Berufung von S7 war im April 2009 erfolgreich, und das Urteil wurde zurückgewiesen. Die Angehörigen des Fluggastes legten gegen die Entscheidung Berufung ein, die jedoch im August 2009 zurückgewiesen wurde. Sie beabsichtigen, bei einem höheren Gericht Berufung einzulegen.